# Капетан бојног брода
Капетан бојног брода је у Војсци Србије и у армијама већине земаља официрски чин за старешине на положају команданта линијских бродова и за одговарајуће управне, штабне и командујуће дужности. Услов за унапређење у овај чин је завршена командно штабна војна школа или магистарске студије.
Чин капетана бојног брода се први пут појавио у Француској у XVIII веку. Током Народноослободилачког рата у НОВ и ПОЈ уведен је 1946. године и звао се Капетан 1. ранга по угледу на Црвену армију. 1955. назив му је преименован у садашњи и као такав постојао је и у Југословенској народној армији, Војсци Југославије и Војсци Србије и Црне Горе.
У копненој војсци чин капетана бојног брода одговара чину пуковника.
У чин комодора адмирала Војске Србије може бити унапређен сваки капетан бојног брода Речне флотиле Војске Србије који поред општих услова, мора имати високо образовање на магистарским академским студијама. Обично у пракси за унапређење капетана бојног брода у чин комодора адмирала зависи од личне одлуке председника Републике и министра одбране.

## Изглед еполете
Изглед еполете капетана бојног брода Војске Србије задржан је из периода ЈНА, ВЈ и ВСЦГ. Еполета има четири водоравна златна ширита изнад којих је једна златна петокрака звезда.

## Галерија
- Наруквна ознака
капетана бојног брода у војсци Краљевине СХС / Краљевине Југославије
- Еполета капетана бојног брода у војсци Краљевине Срба, Хрвата и Словенаца / Краљевине Југославије
- Еполета капетана бојног брода  ЈНА, Војске Југославије и Војске Србије и Црне Горе